# Enaretta conifera
Enaretta conifera är en skalbaggsart som beskrevs av Aurivillius 1922. Enaretta conifera ingår i släktet Enaretta och familjen långhorningar.
Artens utbredningsområde är Moçambique. Inga underarter finns listade i Catalogue of Life.